# Pasamanos

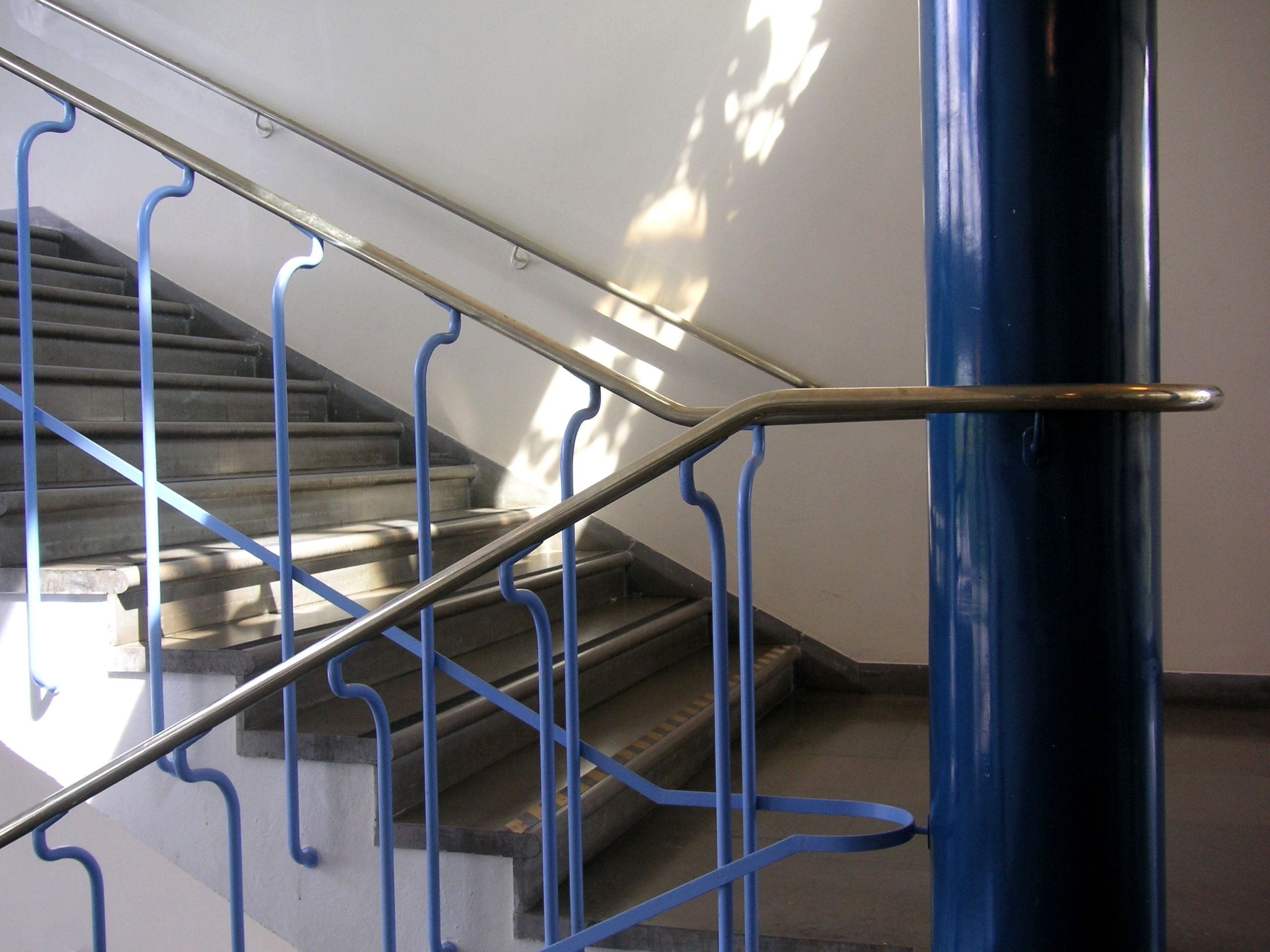
Pasamanos metálico

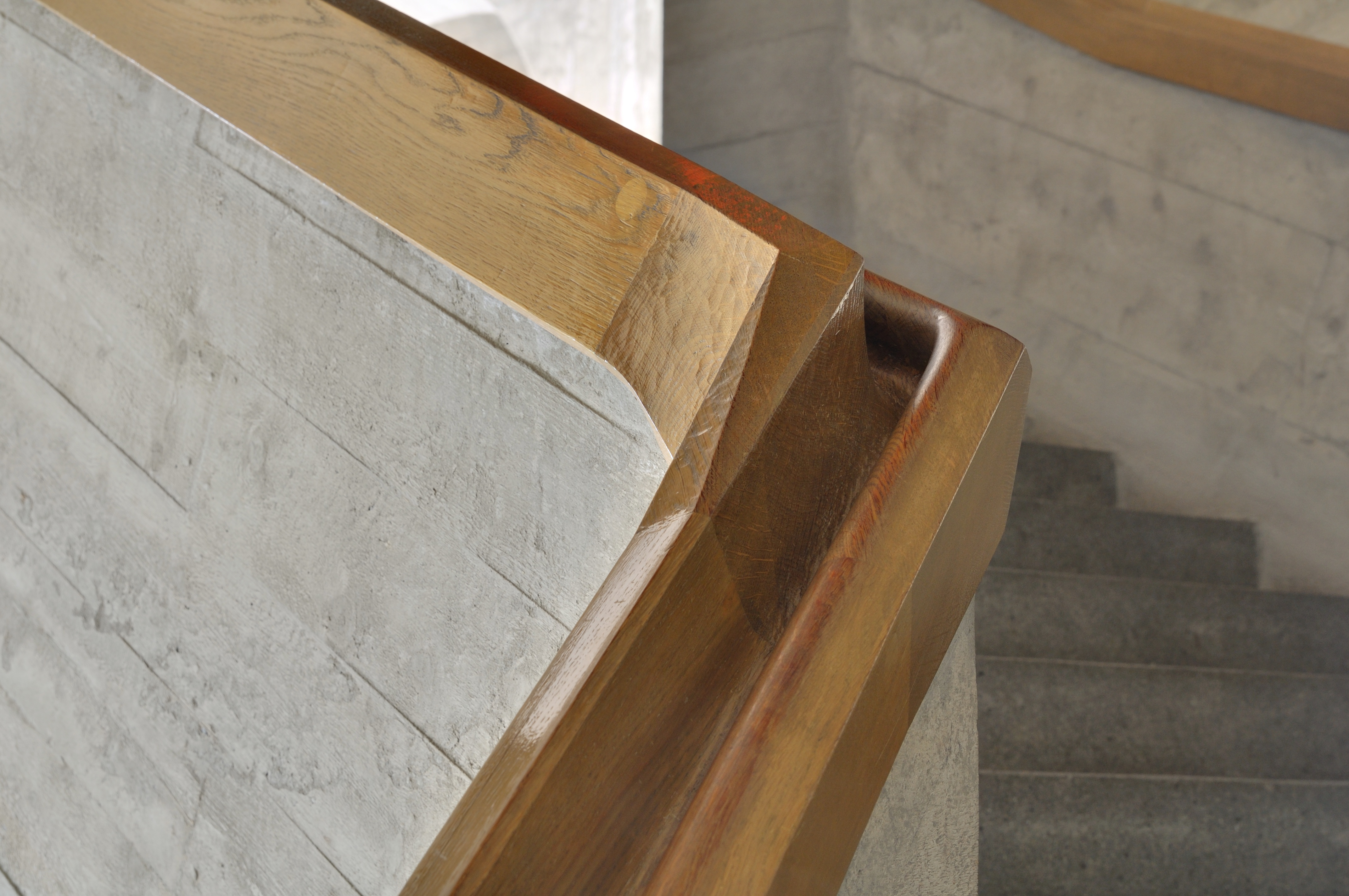
Pasamanos de madera

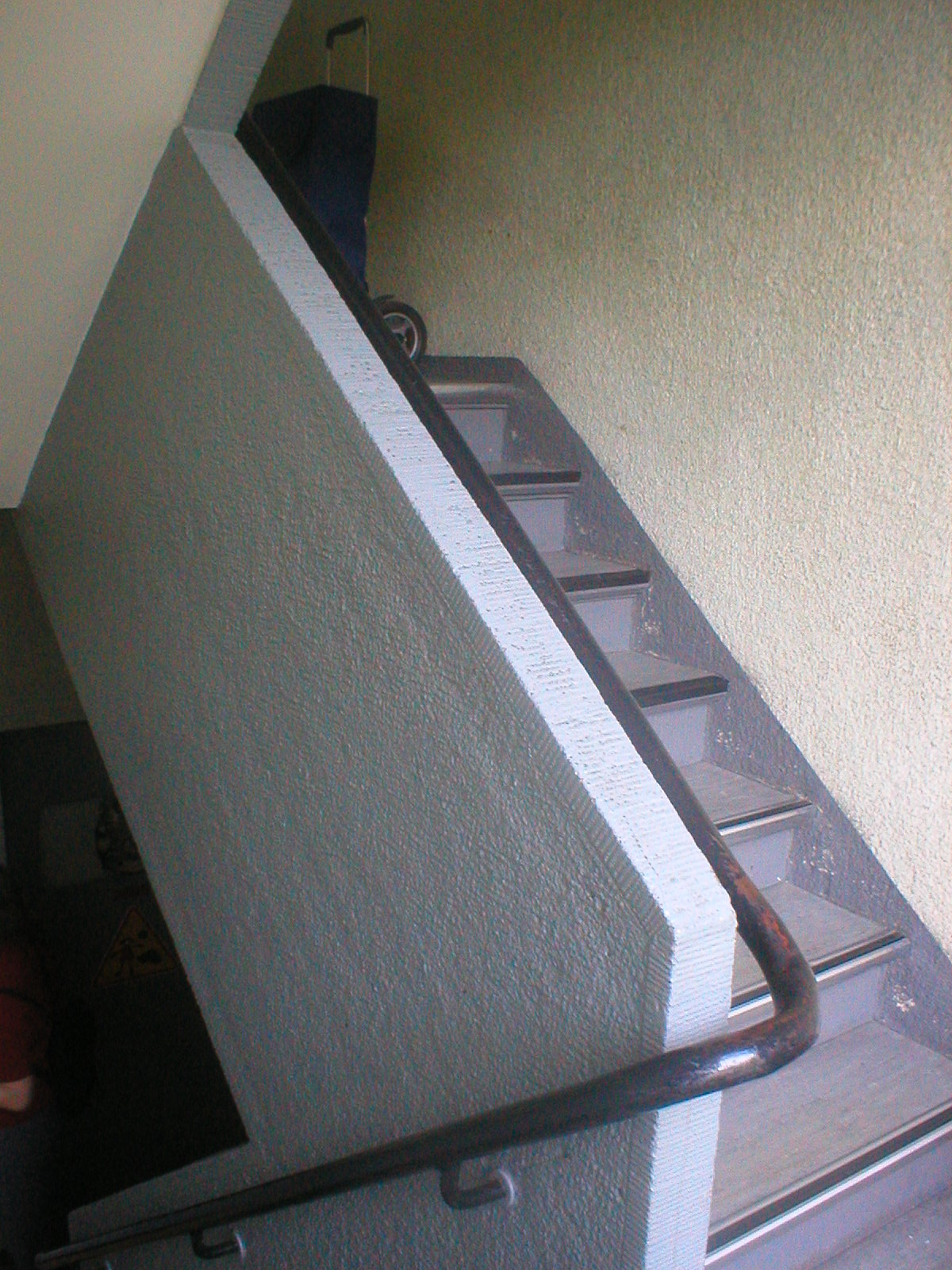
Pasamanos metálico

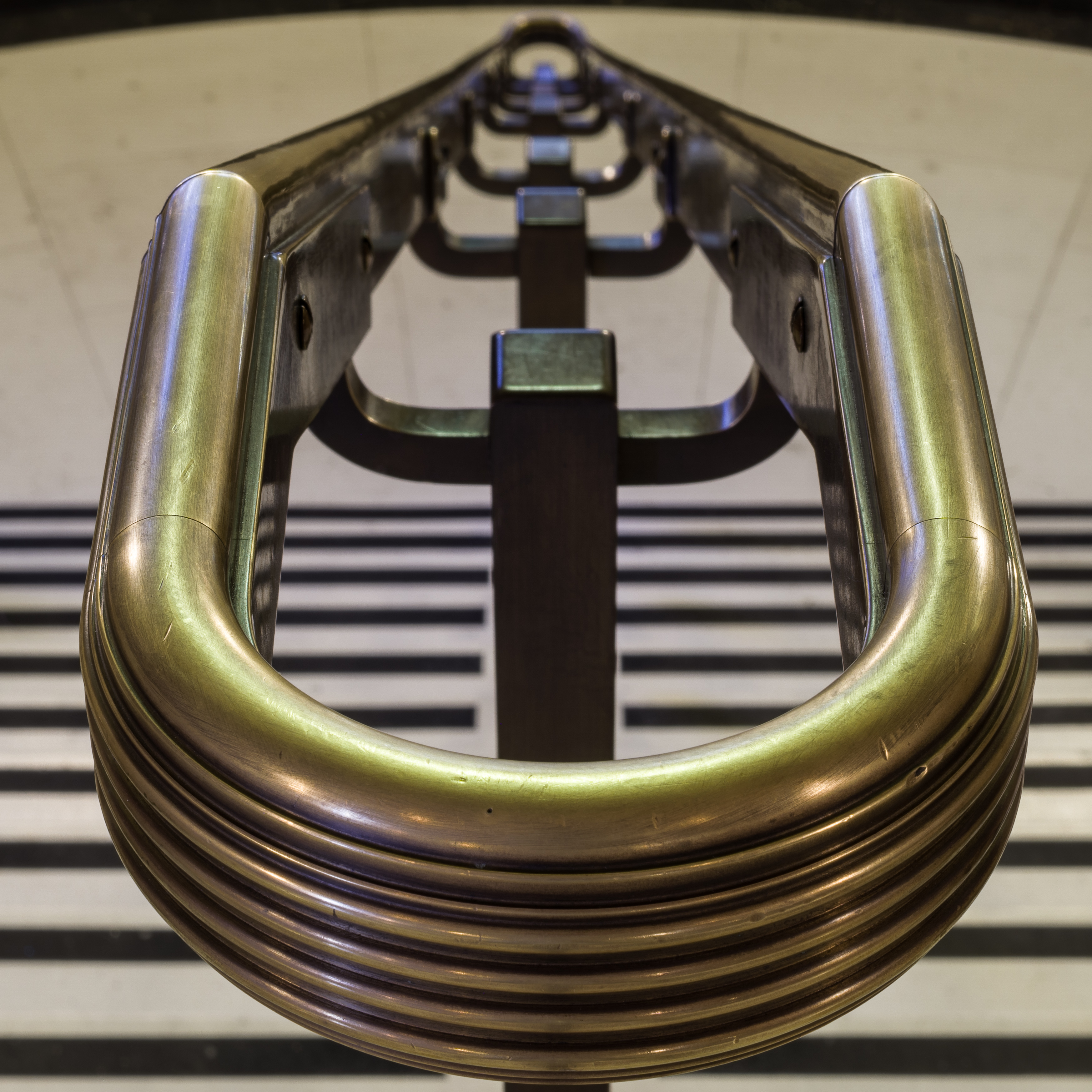
Pasamanos central

Un pasamanos es un riel diseñado para ser agarrado por la mano para proporcionar estabilidad o soporte a las personas. Es un elemento de sujeción y guía para las manos de las personas a una altura de agarre. Los pasamanos generalmente están diseñados en forma de varillas, rieles o listones. Los materiales comunes son metal, madera, materiales a base de madera o plástico. Los pasamanos se usan generalmente al subir o bajar escaleras incluso en escaleras mecánicas para evitar caídas perjudiciales. Pueden estar soportados por algún tipo de poste (balaústre) formando la parte superior de una barandilla (baranda) o bien montados directamente en la pared.

## Historia
El pasamanos más antiguo conocido fue descubierto por el arqueólogo francés Pierre St. Jamaine en unas ruinas asirias en el sur de Irak en la ciudad-estado de Nippur.

## Requisitos
Los pasamanos a menudo se asocian con escaleras. Si la ley prescribe dónde y cuántos pasamanos de una escalera depende del número de escalones (inclinaciones), el ancho de las escaleras y el propósito de la estructura respectiva. En Alemania, esto está regulado en las regulaciones estatales de construcción y muchas otras regulaciones. Las regulaciones especiales de construcción a menudo requieren pasamanos de doble cara, z. En hospitales y hogares de ancianos, en escuelas y jardines de infancia, en lugares de venta y reunión, en hoteles y restaurantes, etc.
La ley prescribe una barandilla «fija», por lo que los pasamanos hechos de cuerda, son solo un adorno, ya que pueden ceder en una caída. Los pasamanos deben ser tan redondeados o tan redondos como sea posible y tener un diámetro de 30 a 45 mm. Deben ser continuos y deben guiarse más allá del primer y último escalón. Para los pasamanos de madera redondos, VOB / DIN 18334 especifica un diámetro mínimo de 48 mm o, alternativamente, una sección transversal rectangular de al menos 40 × 60 mm.

## Pasamanos en las escaleras
En edificios de acceso público, se requieren pasamanos en ambos lados de las escaleras para garantizar una sujeción segura en ambos lados. Esta disposición también se aplica a los edificios listados, ya que la jurisprudencia coloca la seguridad de los usuarios por encima de la protección de los monumentos históricos. En las regulaciones estatales de construcción de los estados federales individuales, a menudo se requieren pasamanos bilaterales para todas las escaleras y escaleras mecánicas necesarias. Incluso en las viviendas, si no se puede acceder continuamente a más de dos apartamentos, se necesitan pasamanos a ambos lados de las escaleras para la seguridad de las personas mayores o discapacitadas.
El pasamanos de la pared puede ubicarse en el ancho de la escalera utilizable. Las normas rigen cómo deben ejecutarse los pasamanos: en Alemania las normas DIN, en Suiza las normas SIA y en Austria las normas ÖNORM. Los pasamanos de pared, a ambos lados, en el caso de pasamanos de escalera, deben contrastar con la pared, para que se vean bien. Deben ser de sección redonda a ovalada, aproximadamente 30-45 mm, deben ser seguros. Deben colocarse, incluso ante ventanas y aberturas de pared, continuamente a una altura de 80 cm a 100 cm y deben estar al menos 30 cm por encima del primer y último escalón, con elementos tangibles y contrastantes, indicando el principio y el final del pasamanos

## Barra de agarre
Los artículos similares no cubiertos en este artículo incluyen  pasamanos de baño, que ayudan a prevenir caídas en pisos resbaladizos y húmedos, barras de agarre, utilizadas, por ejemplo, en cocinas embarcadas y las barras que sirven como ayuda de entrenamiento para bailarines. Barandillas y balaustradas caídas de línea y otras áreas peligrosas, manteniendo alejadas a las personas y los vehículos.

## Normas

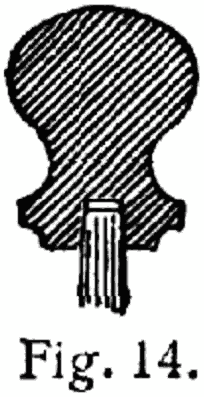
Pasamanos con perfil de Omega

La resistencia de un pasamanos varía en función de dónde está colocado:
- Estadio: 1700 N/ml.
- Edificio con acceso al público: 1000 N/ml.
- Particular
  - 400 N/ml si tiene más de 3,25 metros de largo.
  - 1300 N/ml si tiene menos de 3,25 metros de largo.
- Cubiertas no accesibles al público e instalaciones industriales: 300 N/ml.

## Normas ADA

### Requisitos para adultos
La parte superior de las superficies de agarre de los pasamanos debe tener un mínimo de 34 pulgadas (865 mm) y un máximo de 38 pulgadas (965 mm) verticalmente sobre las superficies para caminar, los escalones de las escaleras y las superficies de la rampa. Los pasamanos deberán estar a una altura constante sobre las superficies para caminar, los escalones de las escaleras y las superficies de las rampas.

### Requisitos para niños
Cuando los niños son los principales usuarios en un edificio o instalación (por ejemplo, escuelas primarias), un segundo juego de pasamanos a una altura adecuada puede ayudarlos y ayudarlos a prevenir accidentes. Se recomienda una altura máxima de 28 pulgadas (710 mm) medida hasta la parte superior de la superficie de agarre desde la superficie de la rampa o la nariz de la escalera para los pasamanos diseñados para niños. Debe proporcionarse suficiente espacio vertical entre los pasamanos superiores e inferiores, mínimo de 9 pulgadas (230 mm).